# Irina Kirillova
Irina Vladimirovna Kirillova, coniugata Parchomčuk (in russo Ирина Владимировна Кириллова-Пархомчук?; Tula, 15 maggio 1965), è un'allenatrice di pallavolo ed ex pallavolista russa naturalizzata croata.
Viene considerata la più forte palleggiatrice della storia della pallavolo per il suo ricco palmarès e la militanza in vari club sia in Russia che all'estero.

## Biografia
Nel 1993 ha acquisito la cittadinanza croata in seguito a forti dissidi con il selezionatore russo Nikolaj Karpol'.
È sposata con l'allenatore italiano Giovanni Caprara, da cui ha avuto una figlia.

## Carriera

### Allenatrice
Come allenatrice in seconda della nazionale femminile russa ha preso parte alla vittoria del Campionato mondiale 2006 in Giappone e alle medaglie di bronzo ai Campionati europei di Croazia 2005 e Belgio-Lussemburgo 2007.

## Palmarès

### Giocatrice

#### Club
- Campionato sovietico: 7

1980-81, 1981-82, 1985-86, 1986-87, 1987-88, 1988-89, 1989-90
- Campionato russo: 1

2008-09
- Campionato jugoslavo: 1

1990-91
- Campionato croato: 2

1992-93, 1993-94
- Campionato italiano: 2

1998-99, 2002-03
- Coppa dell'Unione Sovietica: 3

1986, 1987, 1989
- Coppa di Russia: 1

2009
- Coppa Italia: 3

1999-00, 2000-01, 2002-03
- Supercoppa italiana: 2

1998, 2000
- Coppa dei Campioni: 8

1980-81, 1981-82, 1982-83, 1986-87, 1988-89, 1989-90, 1990-91, 1998-99
- Coppa delle Coppe: 2

1985-86, 1996-97
- Coppa CEV: 2

1994-95, 1999-00
- Supercoppa europea: 1

1996

#### Premi individuali
- 2004 - Champions League: Miglior palleggiatrice
- 2009 - Champions League: Miglior palleggiatrice